# 比奇洛鎮區 (明尼蘇達州諾布爾斯縣)
比奇洛鎮區（英語：Bigelow Township）是位於美國明尼蘇達州諾布爾斯縣的一個行政鎮區。

## 地方資料
比奇洛鎮區的面積為93.64平方千米，當中陸地面積為89.50平方千米，而水域面積為4.14平方千米。根據2020年美國人口普查的數據，當地共有人口370人，而人口密度為每平方千米3.95人。